# Poveri ma belli
Poveri ma belli è un film commedia del 1957 diretto da Dino Risi. Rappresenta il primo film della trilogia che comprende anche Belle ma povere del 1957 e Poveri milionari del 1959.
Il film è stato poi selezionato tra i 100 film italiani da salvare.

## Trama

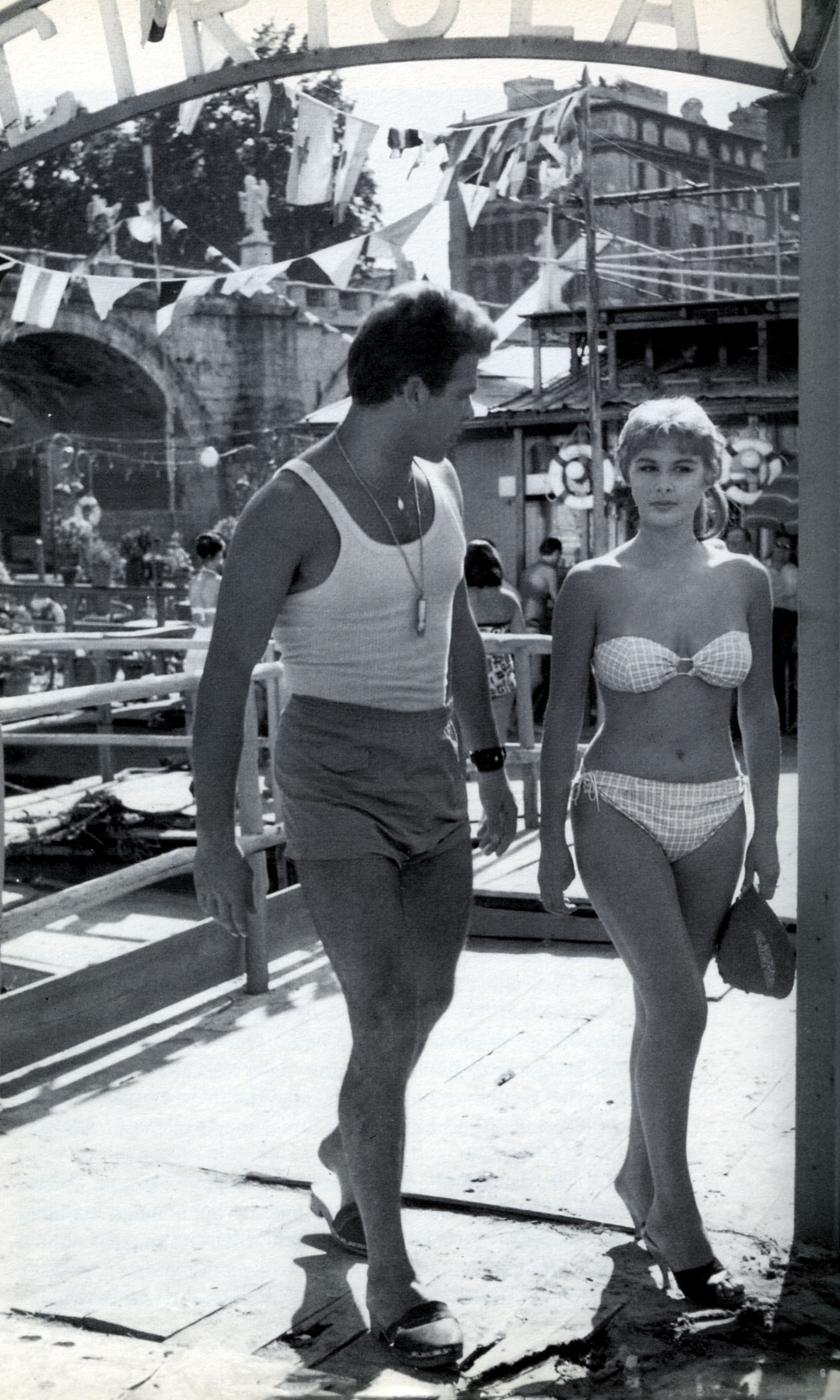
Renato Salvatori e Marisa Allasio in una scena sul barcone Il Ciriola

Romolo e Salvatore sono due giovani, molto belli e solari, che hanno vissuto a stretto contatto sin da bambini, abitando nello stesso palazzo nel centro di Roma, un edificio popolare a piazza Navona. Romolo lavora come commesso nel negozio di dischi dello zio; Salvatore fa il bagnino sul lungo Tevere. Entrambi ne approfittano per corteggiare tutte le belle ragazze che capitano da loro.
Una mattina, mentre vanno a lavorare, i due amici si imbattono in Giovanna, una bellissima ragazza, che lavora nella sartoria per amici del padre. I due provano a corteggiarla, ma lei si fa beffe di loro: poche ore dopo, però, Romolo la rivede e, con il pretesto di farsi fare un vestito, inizia a familiarizzare con lei. Il pomeriggio, invece, è il turno di Salvatore: passa quindi davanti alla sartoria e si offre di accompagnare Giovanna a casa.
Il fatto è che ad entrambi lei dà appuntamento per la sera, allo stesso posto.
Dopo lo scorno iniziale, i due decidono di passare entrambi la serata con lei: Salvatore è più intraprendente e riesce a strappare un bacio a Giovanna; invece Romolo, più introverso, lascia inizialmente il campo all'amico. Ma dopo il ballo torna sotto e strappa anche lui un bacio alla ragazza. Giovanna gioca con i due amici, dispensando baci e mostrando ritrosie improvvise; così la rivalità fra i due inizia a mettere in crisi la loro amicizia. È Romolo il primo ad avere la meglio, fidanzandosi ufficialmente con Giovanna. Ma Salvatore non si dà per vinto e tenta di tutto per distogliere Giovanna dal rivale. E alla fine riesce a far pendere i favori della ragazza dalla sua parte.

Dopo aver vissuto un breve fidanzamento con entrambi i ragazzi, Giovanna si rende conto di essere ancora innamorata del suo ex, Ugo, che incontra nel reale stabilimento balneare Il Ciriola, sulle sponde del Tevere, dove Salvatore fa il bagnino: risultato, la ragazza li lascia con un palmo di naso e torna con Ugo. Rimasti soli i due ragazzi si accorgono dell'amore provato nei loro confronti dalle rispettive sorelle, Marisa ed Annamaria. Salvatore alla fine s'innamorerà della sorella di Romolo e Romolo di quella di Salvatore.

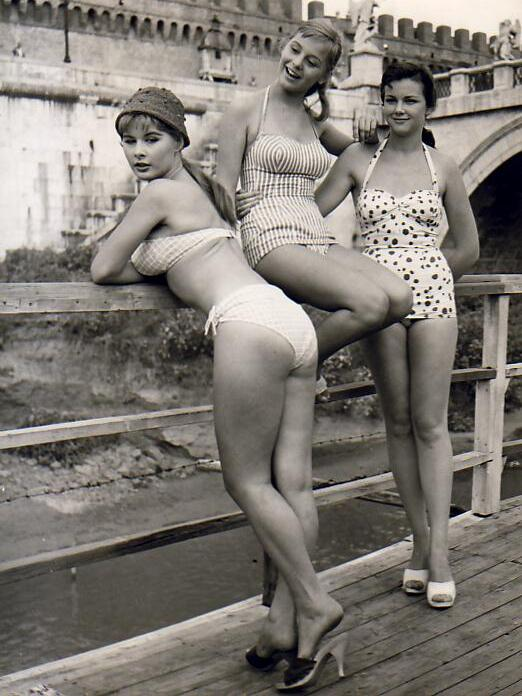
Marisa Allasio con Alessandra Panaro e Lorella De Luca sul set del film Poveri ma belli, sul Tevere, nel 1956

## Produzione

### Cast
Inizialmente per la produzione Carlo Ponti aveva espresso il proprio interesse, per poi abbandonare l'idea. In quella stessa fase, i tre protagonisti sarebbero dovuti essere Walter Chiari (per Romolo), Ugo Tognazzi (per Salvatore) e Sophia Loren (nel ruolo di Giovanna).

Invece, alla fine la produzione venne affidata a Silvio Clementelli, per conto di Titanus, con i nuovi protagonisti Maurizio Arena, Renato Salvatori e Marisa Allasio.

### Riprese
Il film fu girato nell'estate del 1956: per gli interni, negli Studi Titanus alla Farnesina, mentre per gli esterni intorno a Piazza Navona, dove si trova la sartoria di Giovanna, oltre che nel barcone dello stabilimento balneare sul Tevere Il Ciriola, già teatro di alcune sequenze nel film Vacanze romane, del 1953.

## Colonna sonora
La colonna sonora del film contiene una canzone, scritta da Giuseppe Fiorelli e Mario Ruccione e musicata da Giorgio Fabor (musicista ufficiale del film), appositamente per il film: Buongiorno tristezza, cantata dal cantante italiano più famoso all'epoca, Claudio Villa.

## Distribuzione
La pellicola venne distribuita per la prima volta nelle sale cinematografiche italiane il 1º gennaio del 1957, mentre negli Stati Uniti dal 10 giugno 1958.

## Accoglienza

### Incassi
Fino al 30 giugno 1965, il film raggiunse l'eccezionale incasso di 996 025 603 lire esatte.

### Critica
(Gianni Rondolino, per il Catalogo Bolaffi, stagione cinematografica 1956/1965)